# Drumul Regilor

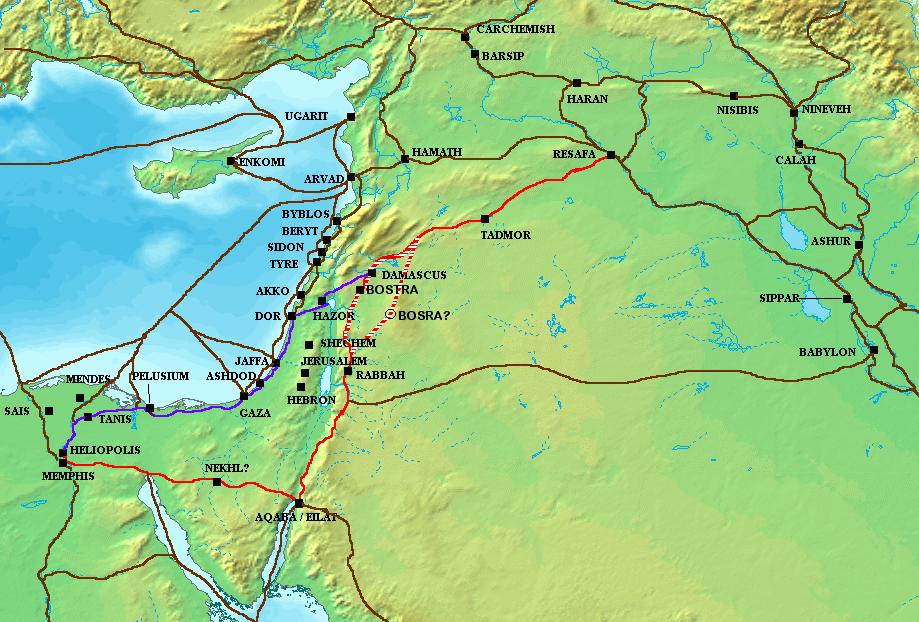
Via Maris (violet), Drumul Regilor (roșu) și alte rute comerciale vechi levantine, c. 1300 î.Hr.

Drumul Regilor a fost o rută comercială de o importanță vitală în Orientul Apropiat antic, care leagă Africa de Mesopotamia. Transversa din Egipt peste Peninsula Sinai spre Aqaba, apoi se întorcea spre nord peste  Transiordania, la Damasc și râul Eufrat.
După cuceririrea musulmană a Cornului abundenței în secolul al VII-lea d.Hr. și până în secolul al XVI-lea, a fost  darb al-hajj sau drumul de pelerinaj pentru musulmanii din Siria, Irak, și rută spre orașul sfânt Mecca.
În Iordania modernă, Autostrada 35 și Autostrada 15 urmează acest traseu, legând Irbid în nord cu Aqaba în sud. Partea de sud traversează mai multe adânc Ueduri, ceea ce face drumurile foarte pitorești. chiar dacă curbate și parcurse cu destul de mică viteză.

## Traseu
Drunul a început în  Heliopolis, Egipt și  a mers apoi spre est la Clysma (modern Suez], prin pasul Mitla și forturile egiptene ale fortăreței An-Nakhl și  Themed în deșertul Sinai până la Eilat și Aqaba. De acolo Deumul s-a întors spre nord prin Arava, a trecut Petra și Ma'an la Udhruh, Sela, și Shaubak. A trecut prin Kerak și țara Moab la Madaba, Rabbah Ammon/Philadelphia (modern Amman), Gerasa, Bosra, Damasc, și Tadmor, și se termină la Resafa pe Eufratul superior.

## Istorie

### Epoca Fierului
Numeroase state antice, inclusiv Edom, Moab, Ammon, și diverse politici aramaiene depindeau în mare măsură de Drumul Regelui pentru comerț.

### Antichitatea clasică
Nabateenii au folosit drumul ca rută comercială pentru bunuri de lux, cum ar fi tămâie și condimente din sudul Arabiei. A fost probabil cauza războiului lor cu Hașmoneianul Alexandru Ianai și cu Iturea la începutul secolului 1 î.Hr.
În timpul  perioadei Romane în care drumul se numea Via Regia. Împăratul Traian l-a reconstruit și l-a redenumit Via Traiana Nova, sub numele căruia a servit ca drum militar și comercial de-a lungul fortificatului Limes Arabicus.

### Perioada bizantină
În perioada bizantină, drumul a fost un traseu important de pelerinaj pentru creștini, deoarece a trecut pe lângă Muntele Nebo, locul morții și înmormântării lui  Moise, potrivit Bibliei. Un alt drum îl lega de Ierusalim trecând pe lângă Livias și locul tradițional al botezului Lui Isus de către Ioan Botezătorul pe râul Iordan în apropiere, cunoscut astăzi în arabă ca al-Maghtas, și pe via Ierihon.

### Perioada musulmană
În timpul dominației musulmane din secolul al VII-lea, drumul a fost principala rută Hajj de la Siria la Mecca, până când turcii otomani au construit Tariq al-Bint în secolul al XVI-lea.

În timpul perioada cruciată, utilizarea drumului a fost problematică. Drumul trecea prin provincia Stăpânirii de la Montreai Regatul Ierusalimului al cruciaților. În timpul perioadelor de armistițiu, caravanele Hajj au fost de obicei lăsate nevătămate de domnii cruciați din Stăpânirea de la Montreal; cu toate acestea, Renaud de Châtillon a atacat și jefuit pelerinii de două ori. Faptele sale au dus în cele din urmă la propria sa moarte în mâinile Saladin, și la căderea regatului cruciat în 1187 în Bătălia de la Hattin.

## În Biblie
Dunul Regelui este u aluzie la Cartea Genezei (Capitolul 14), care relatează modul în care o alianță de patru regi (Amraphel, regele Shinarului, Arioch, regele Ellasarului, Chedorlaomer, regele Elamului și Tidal, regele Goiimului) au mărșăluit de-a lungul drumului spre Valea Siddimului de la nord pentru a lupta împotriva unei alte alianțe de cinci regi (Bera, rege al Sodomei, Birsha, rege al Gomorei, Shinab, rege al Admahului, Shemeber, rege al Zeboiimului și rege al Belei).
Drumul Regilor („Derech HaMelech”) este menționată în Cartea Numeri (Numeri 20:17, Numeri 21:22), unde este relatat că Israeliții, în  călătoria din Exodul sunt nevoiți să utilizaze drumul. Ei plecaseră din Kadesh și cereau dreptul de trecere regelui Edom, dar li s-a refuzat trecerea. El a promis că îi va ataca dacă vor folosi drumul. Ei chiar s-au oferit să plătească pentru orice apă pe care au băut-o vitele lor. Totuși, regele Edomului le-a refuzat trecerea și a avansat împotriva lor cu o forță mare și puternic înarmată. După ce a făcut un ocol și a venit în zona Transiordaniei între râul Arnon și râul Jabbok, ei au făcut aceeași cerere Amorite regelui Sihon, și pentru a doua oară pe același drum li s-a refuzat trecerea, iar regele Sihon i-a angajat în luptă la Jahaz, unde au câștigat acea bătălie „la marginea sabiei”. Ca urmare, ei au câștigat controlul în acel teren și la nord de acesta. Triburile Manse (jumătatea estică), Gad, și Reuben au stabilit ulterior aceste teritorii.
Multe dintre războaiele israeliților împotriva regatelor din zonele muntoase trans-iordaniene în perioada Regatul lui Israel (și regatul său soră, Regatul lui Iuda)) s-au luptat probabil, cel puțin parțial, pentru controlul drumului.